# Ісаковське сільське поселення (Красноармійський район)
Іса́ковське сільське поселення (рос. Исаковское сельское поселение) — муніципальне утворення у складі Красноармійського району Чувашії, Росія. Адміністративний центр — село Ісаково.
Станом на 2002 рік існували Ісаковська сільська рада (село Ісаково, присілки Ванюшкаси, Дубовка, Кумагали, Очкаси, Пшонгі, Таниші) та Яманацька сільська рада (присілки Сіріклі, Яманакаи, Яшкільдіно).

## Населення
Населення — 1234 особи (2019, 1468 у 2010, 1728 у 2002).

## Склад
До складу поселення входять такі населені пункти:
| Населений пункт      | Населення, осіб (2002) | Населення, осіб (2010) |
| -------------------- | ---------------------- | ---------------------- |
| Ванюшкаси, присілок  | 82                     | 70                     |
| Дубовка, присілок    | 63                     | 49                     |
| Ісаково, село        | 371                    | 357                    |
| Кумагали, присілок   | 55                     | 41                     |
| Очкаси, присілок     | 23                     | 24                     |
| Пшонгі, присілок     | 80                     | 67                     |
| Сіріклі, присілок    | 199                    | 167                    |
| Таниші, присілок     | 133                    | 112                    |
| Яманаки, присілок    | 593                    | 472                    |
| Яшкільдіно, присілок | 129                    | 109                    |